# Edward Jakubowicz
Edward Jakubowicz – polski lekkoatleta specjalizujący się w biegach sprinterskich i płotkarskich.

## Kariera
W 1920 roku zdobył trzy srebrne medale podczas mistrzostw Polski seniorów. Dwa razy w karierze ustanawiał rekordy kraju – w skoku wzwyż z miejsca (1,365 – 9 czerwca 1912, Lwów) oraz w biegu sztafetowym 4 x 400 metrów (3:41,6 – 18 lipca 1920, Lwów). Był zawodnikiem Czarnych Lwów.
Znalazł się w gronie zawodników nominowanych do kadry na igrzyska olimpijskie w 1920. Z powodu wojny polsko-bolszewickiej Polska nie wysłała jednak ostatecznie reprezentacji na te zawody.